# Grondkamer
De grondkamer is in Nederland een publiekrechtelijk onderdeel van de Staat der Nederlanden dat belast is met de toetsing van pachtovereenkomsten, van pachtwijzigingsovereenkomsten en pachtbeëindigingsovereenkomsten. De taken van de grondkamer volgen uit de regeling van de pacht in het Burgerlijk Wetboek.
De taak en werkwijze van de grondkamers wordt geregeld in Uitvoeringswet grondkamers.
De taak is als volgt geformuleerd:
- het bevorderen van goede pachtverhoudingen in Nederland
- toetsen van de inhoud van pachtovereenkomsten aan de dwingendrechtelijke bepalingen van de regeling van pacht in het Burgerlijk Wetboek
- prijstoetsing
- toetsing van overeenkomsten van korte duur
- bepaling verpachte waarde in geval van uitoefening van het voorkeursrecht door de pachter

Van beslissingen van de grondkamer is beroep mogelijk op de Centrale Grondkamer in Arnhem. De Centrale Grondkamer vormt een personele unie met de pachtkamer van het Gerechtshof in Arnhem.
Tot 1997 was er in elke Nederlandse provincie een grondkamer. Vanaf 1 januari 1998 zijn er, naast de Centrale Grondkamer in Arnhem, vijf regionale grondkamers:
- Grondkamer Noord, voor Groningen, Friesland en Drenthe
- Grondkamer Oost, voor Overijssel en Gelderland
- Grondkamer Zuid, voor Noord-Brabant en Limburg
- Grondkamer Zuidwest, voor Zuid-Holland en Zeeland
- Grondkamer Noordwest, voor Noord-Holland, Utrecht en Flevoland

Al deze grondkamers zijn gevestigd te Deventer. Ze houden om de vier weken zitting in het gebied waarover zij beslissen.